# David McNally (Politikwissenschaftler)

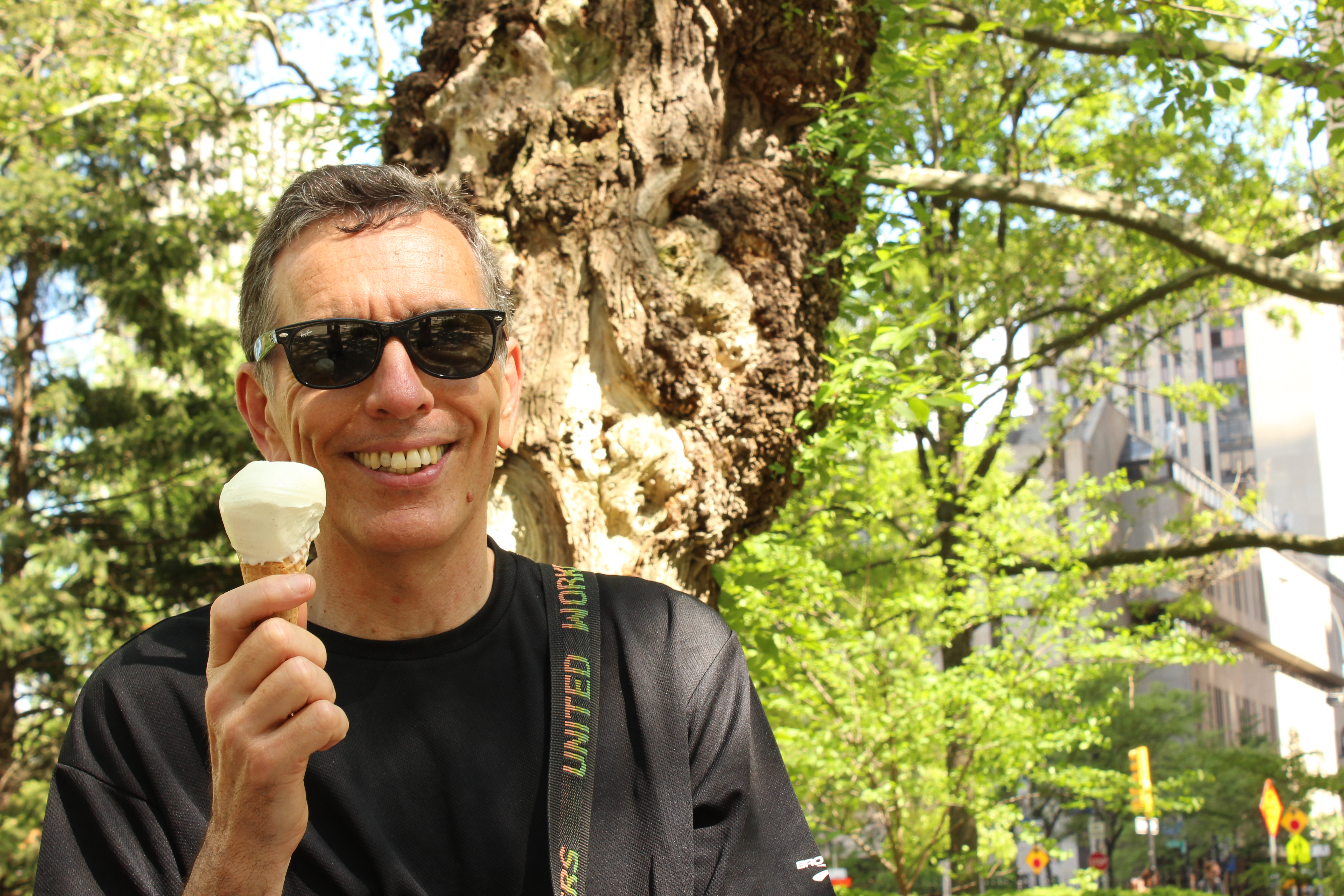
David McNally, 2014

David McNally (* 1. Juli 1953) ist ein kanadischer Politikwissenschaftler und Aktivist. Er ist Professor an der York University.

## Leben
McNally studierte am Evergreen State College sowie an der York University, an der er auch 1983 promovierte. Seither ist er als Professor der Politikwissenschaft tätig.
Zu seinen thematischen Schwerpunkten gehören Politische Ökonomie sowie materialistische Theorien von Sprache und Kultur. Zudem schreibt und forscht er zu antikapitalistischen gesellschaftlichen Kämpfen. 2012 erhielt er den Paul Sweezy Award, außerdem wurde er mit dem Deutscher Memorial Award ausgezeichnet.
Seit seiner Jugend ist McNally auch als politischer Aktivist tätig. Er war viele Jahre Mitglied der International Socialists und später der New Socialist Group.
McNally ist Vater mehrerer Kinder und lebt in Toronto.

## Schriften (Auswahl)
- Political Economy and the Rise of Capitalism. A Reinterpretation (1988)
- Against the Market. Political Economy, Market Socialism and the Market Critique (1993)
- Another World is possible (2000)
- Bodies of Meaning. Studies on Language, Labor and Liberation (2001)
- Global Slump. The Economics and Politics of Crises and Resistance (2010)
- Monsters of the Market. Zombies, Vampires and Global Capitalism (2011)
- Blood and Money. War, Slavery, and the State (2020)
  - deutschsprachige Ausgabe: Blut und Geld. Krieg, Sklaverei, Finanzen und Empire, übersetzt von Raul Zelik, Dietz Verlag, Berlin 2023, ISBN 978-3-320-02399-7.